# روبي فرانس
روبي فرانس (بالإنجليزية: Robbie France)‏ هو موسيقي وطبال بريطاني، ولد في 5 ديسمبر 1959 في شفيلد في المملكة المتحدة، وتوفي في 14 يناير 2012 في إسبانيا.

## وصلات خارجية
- روبي فرانس على موقع ميوزك برينز (الإنجليزية)
- روبي فرانس على موقع أول ميوزيك (الإنجليزية)
- روبي فرانس على موقع ديسكوغز (الإنجليزية)